# Lore Grages
Laura Jenny Elisabeth Eleonore (Lore) Grages, na haar huwelijk bekend onder de naam Lore Heilbrunn, (Dar es Salaam, 1 december 1906, overleden na 1965) was een Duitse vertaler van Franse en Nederlandse literatuur.

## Levensloop
Grages werd geboren in Dar es Salaam en was de dochter van Ferdinand Grages en Alma Laura Jenny Erna Riese. Haar vader Ferdinand Grages (1869–1951) was de spoorwegingenieur en bouwmeester van de Duitse regering. Later werd hij lid van de raad van bestuur en de raad van toezicht van Philipp Holzmann die de spoorwegbouw in Duits Oost-Afrika leidde.
Grages studeerde moderne filologie aan de Johann Wolfgang Goethe Universiteit in Frankfurt am Main. Ze promoveerde in 1930 met haar proefschrift getiteld Frauengestaltung bei Theodor Fontane (drukkerij G. Otto, Heppenheim, 1931).
In 1933 trouwde ze met de koopman en later privégeleerde Rudolf Heilbrunn, die van joodse afkomst was. Heilbrunn was de zoon van de Frankfurtse advocaat en politicus Ludwig Heilbrunn en van juweliersdochter Clara Koch. Hij verhuisde in 1938 van Londen naar Amsterdam. Grages in emigreerde in 1939 vanuit Frankfurt am Main naar Amsterdam en droeg tijdens haar huwelijk de achternaam van haar man. Heilbrunn en Grages scheidden in 1952. In 1953 emigreerde Grages naar Luxemburg.
Grages vertaalde ongeveer 40 boeken. Ze vertaalde voornamelijk boeken van Nederlandse auteurs, waaronder Annie M.G. Schmidt en Henri Knap, maar ook van Franse auteurs.

## Werken (selectie)
- Frauengestaltung bei Theodor Fontane. Inaugurele dissertatie ter verkrijging van een doctoraat aan de Faculteit der Wijsbegeerte van de Universiteit van Frankfurt a. Main / Ingezonden door Lore Grages uit Dar es Salaam (Oost-Afrika), boekdrukker G. Otto, Heppenheim (Bergstr.), 1931.[7]
- Was Eva über Adam denkt, Sanssouci Verlag, Zürich 1955; Oorspronkelijke titel: Ina van der Beugel: Een vrouw over mannen, 1948.
- Kleiner Ehetrost, Sanssouci Verlag, Zürich 1958; Oorspronkelijke titel: Annie M.G. Schmidt: Impressies van een simpele ziel, 1958.